# Отё
Отё (яп. 応長 о:тё:, отё:) — девиз правления (нэнго) японского императора Ханадзоно, использовавшийся с 1311 по 1312 год .

## Продолжительность
Начало и конец эры:
- 28-й день 4-й луны 4-го года Энкё (по юлианскому календарю — 17 мая 1311);
- 20-й день 3-й луны 2-го года Отё (по юлианскому календарю — 27 апреля 1312).

## Происхождение
Название нэнго было заимствовано из 22-го цзюаня древнекитайского сочинения Книга Тан:「応長暦之規、象中月之度、広綜陰陽之数、傍通寒暑之和」.

## События
даты по юлианскому календарю
- 1311 год (1-я луна 1-го года Отё) — сэссё Такацукаса Фуюхира помог императору Ханадзоно провести церемонию совершеннолетия[5];
- 1311 год (3-я луна 1-го года Отё) — Такацукаса Фуюхира стал кампаку[5];
- 1311 год (9-я луна 1-го года Отё) — в возрасте 37 лет скончался сиккэн Ходзё Моротоки[5];
- 1311 год (1-й год Отё) — скончался Ходзё Садатоки[6];

## Сравнительная таблица
Ниже представлена таблица соответствия японского традиционного и европейского летосчисления. В скобках к номеру года японской эры указано название соответствующего года из 60-летнего цикла китайской системы гань-чжи. Японские месяцы традиционно названы лунами.
| 1-й год Отё (Металлическая Свинья) | 1-я луна*      | 2-я луна   | 3-я луна  | 4-я луна* | 5-я луна* | 6-я луна | 6-я луна* (високосная) | 7-я луна*  | 8-я луна    | 9-я луна*  | 10-я луна | 11-я луна  | 12-я луна*     |
| ---------------------------------- | -------------- | ---------- | --------- | --------- | --------- | -------- | ---------------------- | ---------- | ----------- | ---------- | --------- | ---------- | -------------- |
| Юлианский календарь                | 21 января 1311 | 19 февраля | 21 марта  | 20 апреля | 19 мая    | 17 июня  | 17 июля                | 15 августа | 13 сентября | 13 октября | 11 ноября | 11 декабря | 10 января 1312 |
| 2-й год Отё (Водяная Крыса)        | 1-я луна       | 2-я луна   | 3-я луна* | 4-я луна  | 5-я луна* | 6-я луна | 7-я луна*              | 8-я луна   | 9-я луна*   | 10-я луна* | 11-я луна | 12-я луна  |                |
| Юлианский календарь                | 8 февраля 1312 | 9 марта    | 8 апреля  | 7 мая     | 6 июня    | 5 июля   | 4 августа              | 2 сентября | 2 октября   | 31 октября | 29 ноября | 29 декабря |                |

* звёздочкой отмечены короткие месяцы (луны) продолжительностью 29 дней. Остальные месяцы длятся 30 дней.